# لورديس فيقا
لورديس فيجا فرنانديز، من مواليد 8 يناير 1965

 في مدينة فيلانويفا ديل فريسنو (مقاطعة باداجوز، إكستريمادورا)، هي عالمة فيزياء وكيمياء إسبانية، متخصصة في النمذجة الجزيئية، التقاط الكربون واستخداماته، وتوظيف الهيدروجين كوقود.

## السيرة الذاتية
لورديس فيجا، الاسم الكامل ماريا لورديس فيجا فرنانديز، ولدت في فيلانويفا ديل فريسنو في مقاطعة بطليوس. هي السابعة من بين تسعة أطفال. نشأت في بيئة عائلية تركز على العلوم، فوالدها كان أستاذ كيمياء بالصفراء، وكان أول خريج بالجامعة الوطنية للتعليم عن بعد (UNED). بعد التعليم الثانوي في مسقط رأسها، ثم في بطليوس وإشبيلية، انتقلت لدراسة الفيزياء في جامعة إشبيلية. جذبتها الأبحاث، فشرعت في مشروع الدكتوراه في النمذجة الجزيئية: نفذت جزءًا من أطروحتها في مدينة لوس أنجلوس في الولايات المتحدة الأمريكية، وتحديداً في جامعة جنوب كاليفورنيا، والتي تعد أول جامعة بحثية أُقيمت في ولاية كاليفورنيا. بعد تخرجها عام 1992، قبلت منصب باحثة ما بعد الدكتوراه في جامعة كورنيل المرموقة، حيث عملت حتى عام 1995. ثم أصبحت أستاذة للهندسة الكيميائية في جامعة روفيرا آي فيرجيلي في تاراغونا، حيث طورت برنامج دكتوراه دولي وقادت فريق البحث الخاص بها.
بعد ثماني سنوات في هذه الجامعة، ترقت خلالها إلى منصب نائب مدير مدرسة الهندسة الكيميائية، وأصبحت في عام 2003، عن عمر يناهز 37 عامًا، واحدة من أصغر الباحثين في المجلس الأعلى للبحوث العلمية (إسبانيا) (CSIC)، والتي تُعد وكالة الأبحاث العامة الرئيسية في إسبانيا. وهناك واصلت أبحاثها في النمذجة الجزيئية، حيثُ وجدت تطبيقات خاصة في احتجاز ثاني أكسيد الكربون (CO2) وملوثات الهواء والماء وتثبيت قيمتها. في عام 2007، تركت CSIC لتدير مركز الأبحاث بالقطاعين العام والخاص Matgas، الواقع في حرم جامعة برشلونة المستقلة université autonome de Barcelone
، والذي تمتلك أغلبية أسهمه شركة الكيماويات الإسبانية Carburos Metálicos (التي أصبحت أيضًا مديرة البحث والتطوير فيها). وهي تقود العديد من المشاريع التي تتعاون فيها الشركة وCSIC والعديد من الجامعات: أحد المشاريع الرئيسية هو مشروع الخاص باحتجاز ثاني أكسيد الكربون (CO2) واستخداماته، والذي أدى إلى ظهور العديد من براءات الاختراع والمنتجات.
حازت البروفيسورة لورديس على العديد من الجوائز – وأبرزها جائزة الشراكة بين القطاعين العام والخاص من حكومة كاتالونيا. خلال هذه الفترة، حصلت لورديس فيغا على العديد من الأوسمة: فقد حظيت على لقب "فيزيائية الامتياز" من قبل Colegio de Físicos في عام 2010، ثم فازت بجائزة الفيزياء والابتكار والتكنولوجيا من الجمعية الفيزيائية الملكية الإسبانية في عام 2013 و BBVA لعملها في تطبيق الفيزياء الإحصائية على عالم الصناعة.
وفي عام 2015، تركت شركة Matgas وأسست شركة استشارات هندسية خاصة بها. تم تعيينها بعد ذلك لقيادة مشاريع بحثية في أبو ظبي، الإمارات العربية المتحدة: تتولى رئاسة مركز الأبحاث والابتكار في ثاني أكسيد الكربون CO2 والهيدروجين، بينما تحتل منصب بروفيسورة في الهندسة الكيميائية في جامعة خليفة. وفي الوقت نفسه، أصبحت أول امرأة تجلس في مجلس إدارة المجموعة الكيميائية (Ercros). وفي عام 2017، تم انتخابها أيضًا لأكاديمية العلوم الرياضية والفيزيائية والكيميائية والطبيعية في غرناطة ،. وبعد ثلاث سنوات، أدى عملها في مجال المنتجات المستدامة إلى كونها أول شخص غير عربي يحصل على وسام صاحب السمو الشيخ محمد بن راشد آل مكتوم، نائب رئيس دولة الإمارات العربية المتحدة رئيس مجلس الوزراء حاكم إمارة دبي، للتميز العلمي، وهو أعلى وسام علمي في دولة الإمارات العربية المتحدة.
وتم انتخاب البروفيسورة لورديس فيقا عضوًا في المعهد الأمريكي للمهندسين الكيميائيين (AIChE) في عام 2021، وعضوًا مناظرًا في الأكاديمية الملكية للعلوم في إسبانيا في عام 2023، وتعمل لورديس فيجا أيضًا في المجلس العلمي لدولة الإمارات العربية المتحدة وكرئيسة تحرير للمجلة العلمية المرموقة Journal of Molecular Liquids.

## أعمالها
كباحثة في المحاكاة الجزيئية، يركز عمل لورديس فيغا الرئيسي على تصميم نماذج للتنبؤ بالسلوك الديناميكي الحراري للمركبات الكيميائية. تجد أبحاثها تطبيقات خاصة في تطوير مواد مبتكرة لفصل الغازات والملوثات، وفي المقام الأول ثاني أكسيد الكربون (CO2) : ساهمت لورديس فيغا في تطوير العمليات التي تسمح بالتقاط ثاني أكسيد الكربون واستخدامه في مجالات حفظ الغذاء وجودة المياه وعلوم المواد وحتى مكافحة التلوث البيئي الهواء والماء.
تعتبر لورديس فيجا أيضًا خبيرة في تطوير الهيدروجين كوقود مستدام. وعلى هذا النحو، فقد تحدثت في العديد من المناسبات الدولية للدعوة إلى المزيد من الاستثمار في الهيدروجين النظيف،. وإذا تم تنفيذ هذه الجهود، فإنها تتوقع في بداية عشرينيات القرن الحالي ظهور طائرات تعمل بالهيدروجين للرحلات القصيرة (نوع مدريد - سانتاندر ) خلال ثلاثينيات القرن الحالي، بالإضافة إلى تطوير خطوط أنابيب الهيدروجين في المدن على المدى القصير, قابلة للمقارنة بشبكات توزيع الغاز الطبيعي.
ألفت البروفيسورة لورديس فيقا أكثر من 370 مقالة وست براءات اختراع قيد الاستخدام، وتعد لورديس فيجا واحدة من 2% نسبة العلماء الأكثر استشهاداً على مستوى العالم في مجال الهندسة الكيميائية في عام 2021.

## روابط خارجية
قالب:Liens